# Gustav von Buddenbrock
El barón Gustav Karl Leopold von Buddenbrock (10 de marzo de 1810, Lamgarben - 31 de marzo de 1895, Düsseldorf) fue un general de infantería prusiano.

## Biografía

### Origen
Sus padres fueron el mayor prusiano y barón Hans Leopold von Buddenbrock (1783-1869) y su esposa, de nacimiento von Heister (1791-1868), hija del teniente general Levin von Heister.

### Carrera militar
Buddenbrock estudió en el cuerpo de cadetes y fue nombrado en 1827 subteniente en el 21º Regimiento de infantería del Ejército prusiano. A partir de 1838 trabaja como adjunto y es desplegado en 1848, mientras es promovido a adjunto de división, en las operaciones contra los rebeldes de la provincia de Posnania. En 1853, es transferido al estado mayor general y en 1856, después de haber sido promovido a mayor, recibió el mando del 13º Regimiento de infantería.
Participa en la guerra contra Dinamarca en 1864, mientras es promovido a coronel, como comandante del 53.er Regimiento de infantería. Es implicado en el asalto al recucto de Düppel y dirige la 4º columna del asalto. Por el éxito del asalto, recibió la Orden Pour le Mérite. Durante la guerra, es nombrado comandante de la 28ª Brigada de infantería, que dirige en la batalla de Als.
Después de la guerra, Buddenbrock es transferido a la 2ª Brigada de infantería en Dantzig. Con esta brigada participa en la guerra austro-prusiana en 1866. En esta guerra combate el 27 de junio de 1866, mientras es promovido a mayor general, en la batalla de Trautenau en el seno de la 1ª División. Él mismo dirige el ataque deficitario pero que finalmente resulta exitoso de un total de ocho batallones contra el ala derecha de los austríacos en las colinas detrás de la villa de Trautenau. Sin embargo, debe abandonar esta posición durante la tarde por motivo de los ataques feroces de los austríacos. En el curso de estos combates, cayeron un total de unos 1000 prusianos y más de 4700 austríacos.
El 26 de enero de 1867, Buddenbrock es promovido a teniente general y comandante de la 6ª División de infantería. En la guerra contra Francia de 1870/71, dirige esta división dentro del cuadro del 3º Cuerpo de Ejército con el 2º Ejército. Su gran unidad participa con la 5ª División de infantería en la batalla de Mars-la-Tour. Buddenbrock pudo capturar la villa de Vionville y así conectar con la 5ª División, lo que significa una posición prusiana cerrada. Mantiene esta posición a lo largo de toda la tarde, contra el ataque del conjunto del 6º Cuerpo francés. Es aquí dónde tiene lugar la célebre "cabalgadura mortal de la brigada de Bredow». En esta, su 6ª División pierde 159 oficiales y 3412 soldados.
Después de la batalla, participa en el sitio de Metz y más tarde en la batalla de Le Mans. Por sus servicios durante la guerra, recibió la cruz de hierro de 1ª clase y las hojas de roble para la Pour le Mérite. Después de la guerra, en agosto de 1871, es nombrado gobernador de Königsberg. En reconocimiento por sus realizaciones durante la guerra contra Francia, Buddenbrock recibió una dotación de 40.000 táleros el 22 de marzo de 1872. Condecorado con el carácter de general de infantería y la Orden del Águila Roja de primera clase con hojas de roble y espadas, se puso a disposición con una pensión el 10 de agosto de 1872.
En reconocimiento ulterior por sus servicios, Buddenbrock es nombrado gran comandante de la Orden de la Casa Real de Hohenzollern. También fue caballero de Justicia de la Orden de San Juan.